# デイビッド・ラミー
デイヴィッド・リンドン・ラミー（David Lindon Lammy、1972年7月19日 - ）は、イギリスの政治家、弁護士。庶民院議員（7期）、外務・英連邦・開発大臣（第5代）。ロンドン議会議員、イノベーション・大学・技能担当国務大臣を歴任した。

## 来歴
ラミーはロンドン・アーチウェイのウィッティントン病院でガイアナ人の両親のもとに生まれ、トッテナムで育った。ダウンヒルズ小学校、キングス・スクール出身。
ロンドン大学SOASを卒業後、リンカーン法曹院で弁護士資格を取得した。ラミーはハーバード大学に進学し、ハーバード法科大学院に通う最初の黒人英国人となった。彼は法学修士号を取得し、1997年に卒業した。
ハーバード大学卒業後、2000年までアメリカの法律事務所で弁護士として活動した。
2000年にロンドン議会議員に当選する。同年、選挙運動中に亡くなったバーニー・グラントの後継候補としてトッテナム選挙区の補欠選挙に立候補し初当選した。
2005年よりブレア政権で文化・メディア・スポーツ大臣を務めた。2008年10月には枢密院議員に任命された。2009年6月、新設されたビジネス・イノベーション・技能省の高等教育担当大臣に任命された。
2021年11月に行われた影の内閣改造では影の外務・英連邦・開発担当大臣に任命された。2024年の総選挙で労働党が圧勝しスターマー内閣が発足したことにより外務・英連邦・開発大臣を務めている。

## 政策・主張
イギリスの欧州連合加盟を強く支持している。2018年6月23日、ラミーは欧州連合離脱の国民投票2周年を記念してロンドンで行われたEU離脱協定に関する国民投票を呼び掛ける運動団体であるピープルズ・ボートの行進に参加した。2020年12月30日、同氏はボリス・ジョンソン政権が交渉したEU離脱協定に賛成票を投じた。
2019年4月、ラミーは、保守党のグループの欧州研究グループをナチスや南アフリカのアパルトヘイト支持者と比較し批判された。
2023年、イスラエルが難民キャンプを爆撃した後、ラミーは「倫理的に言えば」攻撃は間違っていたが、「軍事目的があれば法的に正当化できる」ともコメントした。このコメントは英国ムスリム協会から恥ずべき、道徳的に堕落したものだとして批判された。